# Anuta
Anuta is een klein vulkanisch eiland in de provincie Temotu in de Salomonseilanden en is een onderdeel van de Santa Cruzeilanden. Het eiland ligt ongeveer 500 km zuidzuidoost van Nendö.
Het eiland wordt omgeven door een koraalrif en het hoogste punt is slechts 65 m boven zeeniveau. De diameter van het eiland is slechts ongeveer 400 m.
Het eiland heeft een inwonertal van ongeveer 250. De bevolking van het eiland gebruikt het eiland Fatutaka (ongeveer 60 km ten zuidoosten van Anuta) om tuinen aan te leggen. Net als het nabijgelegen Tikopia zijn de inwoners Polynesisch van origine.
Fatutaka, Anuta en Tikopia zijn in 2003 zwaar getroffen door de cycloon Zoe.